# Novendiale
Il novendiale è il periodo di nove giorni di lutto che segue la morte del papa.
In questo periodo, a partire dai solenni funerali, la cui data è decisa dalla Congregazione dei cardinali (come è scritto nella costituzione Universi Dominici Gregis, n° 13 e 27), si svolgono particolari celebrazioni nella basilica di San Pietro in Vaticano.
Tali celebrazioni sono affidate ogni giorno a un gruppo diverso, tenuto conto dei suoi legami con il Romano Pontefice. Per esempio le celebrazioni dei novendiali sono state affidate a diversi cardinali a rappresentare le diverse comunità di fedeli che compongono la Chiesa:
- il 1º giorno: Messa esequiale.
- il 2º giorno: dipendenti e fedeli della Città del Vaticano.
- il 3º giorno: Chiesa di Roma.
- il 4º giorno: Capitoli delle Basiliche Papali.
- il 5º giorno: Cappella Papale.
- il 6º giorno: Curia romana.
- il 7º giorno: Chiese Orientali.
- l'8º giorno: Membri degli Istituti di Vita consacrata e delle Società di Vita apostolica.
- il 9º ed ultimo giorno dei novendiali si tiene la celebrazione da parte di tutti i cardinali, già riuniti in attesa del conclave che elegge il successivo Pontefice.

## Tradizione romana
Presso gli antichi Romani, era un periodo di lutto che durava nove giorni dopo la morte di una persona. Il nono giorno si teneva la coena novendialis (cfr. Tacito, Annales, 6, 5, 1 e Petronio Satyricon, 65) e si sacrificava ai Mani del defunto.